# Franz zu Sayn-Wittgenstein-Berleburg
Prinz Franz August Wilhelm zu Sayn-Wittgenstein-Berleburg (* 11. August 1778 in Berleburg; † 14. Juli 1854 ebenda) war ein preußischer Generalmajor.

## Leben

### Herkunft und Familie
Franz August Wilhelm war Angehöriger des Hochadelsgeschlechts der Fürsten Sayn-Wittgenstein-Berleburg. Seine Eltern waren der 1792 gefürstete Christian Heinrich zu Sayn-Wittgenstein-Berleburg (1753–1800) und Gräfin Charlotte Friederike Franziska von Leiningen-Westerburg-Grünstadt (1759–1831). August Ludwig zu Sayn-Wittgenstein-Berleburg war sein jüngerer Bruder. Eine Ehe ist Franz nicht eingegangen und hat auch keine Kinder hinterlassen. Als 1834 sein ältester Bruder, Fürst Albrecht zu Sayn-Wittgenstein-Berleburg beim Bankhaus Rothschild in Frankfurt eine Hypothek von 300.000 Gulden auf Immobilien und Renten aufnahm (das Dreifache der jährlichen Einkünfte), trat Franz August Wilhelm der Schuld- und Pfandverschreibung mit den anderen Agnaten des fürstlichen Hauses vertraglich bei. Das Darlehen war zu vier Prozent verzinst, die Zinsen sollten halbjährlich gezahlt werden, die Rückzahlung des Darlehens selbst nach 10 Jahren beginnen und ab da nach einem Zeitraum von 41 Jahren abgeschlossen sein.

### Werdegang
Sayn-Wittgenstein-Berleburg studierte 1793 an der Universität Marburg und 1795 an der Universität Göttingen.
1799 stand er als Sekondeleutnant in österreichischen Diensten beim Kürassierregiment „Nassau“ Nr. 9. Er machte den Feldzug gegen Frankreich mit, nahm an den Gefechten bei Ostrach, Liptingen, Winterthur, Zürich, Stockach, Neuhaus, Schaffenhausen, Nördlingen, Salzburg und bei Krems sowie der Schlacht bei Hohenlinden teil und erhielt 1801 seinen Abschied aus österreichischen Diensten.
Als Stabsrittmeister trat er 1805 in russische Dienste und kämpfte während des Dritten Koalitionskriegs in der Schlacht bei Austerlitz und den Gefechten bei Braunau und Hollabrunn. 1807 wechselte er als Major in Nassauische Dienste. Er wurde dann im Jahr 1811 wirklicher Major und nahm am Iberischen Feldzug teil. Hier kämpfte er in den Schlachten bei Salamanca, bei Vitoria, wo er verwundet wurde, bei San Sebastián und bei Pamplona, zudem in den Gefechten bei Villa nueva de los Infantos, bei Penias St. Piedro, am Manzanares, bei Canules las Rosas bei Madrid, am Tajo sowie bei Bayonne. 1814 hat er seinen Abschied erhalten.
1818 trat er als Major in preußische Dienste und wurde dem 25. Infanterieregiment aggregiert. Er wurde 1819 als Etatsmäßiger Stabsoffizier einrangiert. 1823 hat er abermals seinen Abschied erhalten, jedoch als Oberstleutnant und mit der Erlaubnis zum Tragen der Regimentsuniform des 25. Infanterieregiments. 1830 fand er als Führer des 2. Aufgebots des Landwehrbataillons des 35. Infanterieregiments Verwendung, erhielt 1841 den Charakter als Oberst und wurde schließlich 1846 mit dem Charakter als Generalmajor von seiner Stellung entbunden. 1847 ist er zu den Offizieren à la suite der Armee übergetreten.
1853 wurde er mit dem Roten Adlerorden II. Klasse mit Stern ausgezeichnet.